# Megathura crenulata
Megathura crenulata — вид брюхоногих моллюсков семейства Fissurelidae. Встречается около западного побережья Северной Америки до глубины 33 метров. Является единственным видом в своём роде (монотипия).

## Описание
Длина — 130 см. Мантия может быть светло-серой, оливковой и совсем чёрной, иногда она пёстрая. Раковина как и у других фиссурелид конусообразная, а в центре отверстие, используемое для дыхания и выведения отходов жизнедеятельности и половых продуктов.

## Рацион
Установлено, что в пищу к моллюску Megathura crenulata идут сине-зелёные, красные и бурые водоросли, бриозои, оболочники, кишечнополостные и моллюски, но наиболее предпочтительной пищей для Megathura crenulata являются кишечнополостные Eudendrium и мшанки Crista.

## Исследования
M. crenulata был использован для экспериментальных исследований агглютинации гамет. Его кровь содержит гемоцианин, который кажется синим из-за содержания меди. Этот белок переносит кислород, как гемоглобину позвоночных. В отличие от гемоглобина, гемоцианин не связан с клетками, а просто растворяется в гемолимфе, жидкой части крови.